# Sympiesis oryzae
Sympiesis oryzae är en stekelart som beskrevs av Jean Risbec 1952. Sympiesis oryzae ingår i släktet Sympiesis, och familjen finglanssteklar. Inga underarter finns listade i Catalogue of Life.